# Credera Rubbiano
Credera Rubbiano là một đô thị ở tỉnh Cremona, vùng Lombardia của Italia, có vị trí cách khoảng 45 km về phía đông nam của Milan và khoảng 35 km về phía tây bắc của Cremona. Tại thời điểm ngày 30 tháng 7 năm 2017, đô thị này có dân số 1.605 người và diện tích là 14,4 km².
Credera Rubbiano giáp các đô thị: Capergnanica, Casaletto Ceredano, Cavenago d'Adda, Moscazzano, Ripalta Cremasca, Turano Lodigiano.